# ボール・アンド・チェイン
「ボール・アンド・チェイン」(Ball 'n' Chain、ないし、Ball and Chain) は、アメリカ合衆国のブルース歌手ビッグ・ママ・ソーントンが書き、自ら吹き込んだ楽曲。彼女自身が吹き込んだバージョンは『ビルボード』誌のチャートに入らなかったが、後にジャニス・ジョプリンがこの曲を演奏し、吹き込んだことによって、ソーントンの作品の中でも最も広く知られた楽曲となった。

## 背景とリリース
1960年代はじめ、ソーントンはベイ＝トーン・レコード (Bay-Tone Records) で数曲を吹き込んだ。そのうち、「You Did Me Wrong」と「Big Mama's Blues」はレコードになった (Bay Tone no. 107)。このレコードについて当時の『ビルボード』誌のレビューは、「そこそこ売れそう (moderate sales potential) と評していたが、結局のところ同誌のR&Bチャート入りは果たせなかった。音楽評論家のギリアン・ガール (Gillian Gaar) によれば、ソーントンは「ボール・アンド・チェイン」も吹き込んだが、それがリリースされることはなかったという。
1968年、アーフーリー・レコードが「ボール・アンド・チェイン」をリリースした。アーフーリー・レコードによるコンピレーション・アルバム『ボール・アンド・チェイン』には4分半に及ぶバージョンが収録され、これを短く編集したバージョンは、「ボール・アンド・チェイン パート1」(Ball and Chain Part 1) としてシングルになった。ソーントンのバックを務めたスモール・コンボには、常連のギター伴奏者であったエドワード・"ビー"・ヒューストン (Edward "Bee" Houston) が加わっていた。後に彼女は、この曲をいくつものスタジオ録音やライブ録音で取り上げており、その中には1969年にアルバム・チャートである「Billboard Top 200」に入った『Stronger Than Dirt』(Mercury SR 61225) も含まれている。

## ジャニス・ジョプリン/ビッグ・ブラザー&ホールディング・カンパニーのバージョン
ジャニス・ジョプリンは、ソーントンから音楽的な影響を受けたことをしばしば公言していたが、「ボール・アンド・チェイン」も様々なライブの機会に取り上げて歌っていた。ビッグ・ブラザー&ホールディング・カンパニーのギタリストだったジェイムズ・ガーリーによると、ジョプリンは、サンフランシスコのバーでソーントンが歌っているこの曲を初めて聞いたのだという。バンドは、この曲をゆっくりとした短調のブルースに作り替え、数カ所にブレイクを盛り込んだ。1967年、彼らはモントレー・ポップ・フェスティバルでこの曲を演奏し、聴衆からの熱狂的な反響と好意的批評を受けた。最初にこの曲を取り上げた、6月17日の演奏は、映像の記録が撮られていなかったので、バンドは翌日も同じ曲を演奏するよう説得された。こうして撮影された映像は、ガーリーの長いギター・ソロを短くカットした形で、1968年の映画『Monterey Pop』に収録されたが、6月17日の演奏の音源も、1995年にジョプリンのコンピレーション・アルバム『18 Essential Songs』に収録された。1968年3月8日に収録されたフィルモア・イーストにおけるライブの録音は、ビッグ・ブラザー&ホールディング・カンパニー名義のアルバム『チープ・スリル』に収録された。このほか、様々なライブ音源が、ジョプリン名義の『チープ・スリル』や、『Live at Winterland '68』、『Live at the Carousel Ballroom 1968』、『en:The Woodstock ExperienceThe Woodstock Experience』、『InConcert』に収録されている。

## 著作権をめぐる問題
上述のガールによると、1960年代はじめに、ソーントンがベイ＝トーン・レコード でこの曲を最初に吹き込んだが、同レーベルは結局この曲のレコードを発売しなかった。ガールによると、この曲はベイ＝トーンが「著作権を所有しており、60年代の終わりのジョプリンのレコードからの著作権使用料は、ソーントンにはもたらされなかった」のだという。いずれにせよ、ソーントン自身のレコードにも、ジョプリン/ビッグ・ブラザーのレコードにも、演奏権管理団体BMIの名とともに、作者名として「W・M・ソーントン」が明記されている。別の説では、ソーントンがベイ＝トーンと交わした契約が、その後のリリースに問題を生じさせたともいわれている。ただし、1972年のインタビューで、ソーントンは、ジョプリンに録音の許可を与え、売り上げに応じたロイヤリティを受け取ったと語っている。

## 評価
ビッグ・ママ・ソーントンの「ボール・アンド・チェイン」は、ロックの殿堂が選定した「500 Songs that Shaped Rock and Roll」のひとつに選ばれている。

## その他のカバー
アメリカのバンド、ハーフ・ジャパニーズは、1985年のアルバム『Sing No Evil』にこの曲を収録した。
エタ・ジェイムスは、ジョプリンが歌った楽曲を様々な歌手が歌ったトリビュート・アルバム『Blues Down Deep: Songs of Janis Joplin』に、ジョプリンが『チープ・スリル』に収録したバージョンに基づく「ボール・アンド・チェイン」の自身のバージョンを収録した。